# Dennis Appiah
Dennis Appiah (* 9. Juni 1992 in Toulouse) ist ein französischer Fußballspieler ghanaischer Herkunft.

## Vereinskarriere
Das Fußballspielen begann Appiah im Kindesalter in der Jugend eines unterklassigen Vereins aus Toulouse und spielte für einen anderen Verein der südfranzösischen Metropole, bis er 2007 mit 15 Jahren in die Jugendabteilung des Profiklubs AS Monaco aufgenommen wurde. Dort schaffte er 2008 mit 16 Jahren den Sprung in die Reservemannschaft, auch wenn er weiterhin für die Jugend spielte. Mit der Unterzeichnung seines ersten Profivertrags 2010 rückte er 2010 formal in den Kader der Erstligamannschaft auf, die im französischen Fußball antritt, obwohl er für diese zunächst nicht zum Einsatz kam; stattdessen spielte er neben der zweiten Mannschaft weiterhin für die A-Jugend, mit der er 2011 die Coupe Gambardella gewinnen konnte. 
Dies änderte sich nach dem 2011 vollzogenen Abstieg in die Zweitklassigkeit, als der junge Spieler am 1. August 2011, dem ersten Spieltag der neuen Saison, bei einem 0:0 gegen die US Boulogne von Beginn an auf dem Platz stand. Dem folgten in der Hinrunde regelmäßige Einsätze, während er in der Rückrunde wieder aus der Mannschaft verdrängt wurde. In der Spielzeit 2012/13 bestritt er sporadisch Zweitligabegegnungen und erreichte den Gewinn der Zweitligameisterschaft sowie den damit verbundenen Aufstieg. Angesichts des Auslaufens seines Vertrags im Sommer 2013 lag ihm von Monaco ein Angebot zur Verlängerung vor, doch es existierten darüber hinaus Angebote weiterer Klubs. Appiah entschied sich für einen Wechsel zum Zweitligisten SM Caen, wo er sofort einen Platz in der ersten Elf erhielt. 2014 gelang der Aufstieg in die höchste französische Spielklasse, in welcher Appiah in der nachfolgenden Zeit als Stammspieler gesetzt war.
Im Sommer 2016 wechselte er für eine geschätzte Ablösesumme von drei Millionen Euro zum belgischen Erstligisten RSC Anderlecht.
Zur Saison 2019/20 unterschrieb Appiah einen Vertrag mit einer Laufzeit von vier Jahren beim französischen Club FC Nantes. Ein halbes Jahr vor Ablauf dieser Zeit verließ der Spieler Nantes und schloss sich der AS Saint-Étienne an.

## Nationalmannschaft
Appiah hatte bereits der U-16 angehört, bevor er mit der französischen U-17 an der EM 2009 in Deutschland teilnahm. Anschließend durchlief er die U-18 und die U-19; für die U-20 lief er in der Saison 2011/12 zweimal auf, für die U21 2011 einmal.

## Erfolge
RSC Anderlecht
- Belgischer Meister: 2017
- Belgischer Supercupsieger: 2018

FC Nantes
- Französischer Pokalsieger: 2022